# 郑璇
郑璇（1964年11月—），福建省閩侯專區（今福州市閩侯縣）人，中国人民解放军上将。

## 生平
1976年12月参加工作，后于国防大学中青年领导干部培训班全日制硕士研究生毕业。曾任成都军区陆军第十四集团军高炮旅政委。2008年，任陆军第十四集团军某师政委。2012年，任陆军第十三集团军副政委，并且晋升少将军衔。2013年，接替升任西藏军区政委的刁国新担任陆军第十三集团军政委，升为正军级。2017年1月，任中国人民解放军中部战区副政委兼中部战区政治工作部主任。2019年6月晋升中将军衔。2020年12月，跨战区接替已满63岁的石晓中将任北部战区副政委、战区陆军政委。
郑璇曾多次执行抗震救灾等任务。2008年5月20日，四川省阿坝藏族羌族自治州汶川县发生汶川大地震，成都军区某高炮旅政委郑璇率部开到江油市北部山区抗震救灾，并向来江油市视察灾情的国务委员兼中华人民共和国国防部部长梁光烈汇报情况。2011年3月10日，云南省德宏傣族景颇族自治州盈江县发生盈江地震，成都军区驻云南某师政委郑璇率部开到平原镇拉勐村抗震救灾。2013年4月20日，四川省雅安市芦山县发生芦山地震，第13集团军政委郑璇曾率部开赴灾区抗震救灾，郑璇所在部队某团十多位战士在赴灾区途中，所乘车辆翻下将近30米高陡坡，倒扣在荥经河里，多位战士受伤，1位战士当场牺牲。
2023年6月，任北部战区政委，晋升上将。